# Liste der Monuments historiques in Fey-en-Haye
Die Liste der Monuments historiques in Fey-en-Haye führt die Monuments historiques in der französischen Gemeinde Fey-en-Haye auf.

## Liste der Objekte
| Bezeichnung                                                          | Beschreibung            | Standort                                          | Kennzeichnung | Schutzstatus | Datum | Bild |
| -------------------------------------------------------------------- | ----------------------- | ------------------------------------------------- | ------------- | ------------ | ----- | ---- |
| Kirchenfenster Grabenszene                                           | 1924 von Jacques Grüber | in der Kirche Exaltation-de-la-Saint-Croix (Lage) | PM54001539    | Inscrit      | 1994  |      |
| Kirchenfenster Einweihung des Croix des Carmes                       | 1924 von Jacques Grüber | in der Kirche Exaltation-de-la-Saint-Croix (Lage) | PM54000229    | Classé       | 1984  |      |
| Sieben Kirchenfenster mit religiösen und patriotischen Darstellungen | 1924 von Jacques Grüber | in der Kirche Exaltation-de-la-Saint-Croix (Lage) | PM54001540    | Inscrit      | 1994  |      |